# Камыши (Сумская область)
Камыши (укр. Комиші) — село,
Камышинский сельский совет,
Ахтырский район,
Сумская область,
Украина.
Код КОАТУУ — 5920383601. Население по переписи 2001 года составляет 1225 человек.
Является административным центром Камышинского сельского совета, в который, кроме того, входят сёла
Лимарево,
Овчаренки,
Озёра и
Перелуг.

## Географическое положение
Село Камыши находится на берегу реки Ташань,
выше по течению на расстоянии в 1 км расположено село Перелуг,
ниже по течению на расстоянии в 3 км расположено село Пирки (Полтавская область).
Через село проходит автомобильная дорога Т-1705.

## История
- Село известно с первой половины XVII века.
- В 1736 году Василию Трофимовичу Бразолю за особые заслуги перед Россией (он в своё время занимал высокие посты на военной государственной службе) передали в пользование пять сел, в том числе село Камыши.

## Экономика
- Рядом с селом большое количество нефтяных скважин.
- ЧСП «Камишанское».
- ЧП «Орбита».

## Объекты социальной сферы
- Детский сад.
- Школа.
- Больница.